# Wieze (bier)
Wieze is een Belgisch blond bier van hoge gisting. Oorspronkelijk uit Wieze, in de Denderstreek, wordt het sinds 2017 gebrouwen door Brouwerij De Brabandere voor Wieze Beer Belgium uit Gijzegem.

## Achtergrond
Bieren van het merk Wieze bestaan al sinds 1866 en werden oorspronkelijk gebrouwen door Brouwerij Van Roy. Toen deze in 1997 failliet ging, verdween ook het bier. De naam kwam in handen van Brouwerij Haacht, maar die deed er niets mee. In 2009 werd het merk gekocht door "brouwerij Wieze", maar deze brouwerij had niets te maken met de oorspronkelijke brouwerij Van Roy, die toen al afgebroken was. In 2013 zette brouwerij Wieze haar activiteiten stop.
Het merk werd daarop overgenomen in 2014 door bierfirma Wieze Beer Belgium nv, uit Gijzegem, die de Wieze Tripel laat brouwen door brouwerij Roman. Het oorspronkelijke logo, een ober met een bierglas op een dienblad, werd hersteld en staat onder meer op de kroonkurken, de bierkaartjes en het vernieuwde flesje.
Sinds november 2017 ging bierfirma Wieze Beer Belgium nv een samenwerking aan met Brouwerij De Brabandere uit Bavikhove. Het bieretiket kreeg een restyling en de toevoeging "tripel" verdween uit de officiële naam.

## Het bier
Anno 2014 wordt nog één bier gebrouwen: Wieze Tripel, een blonde tripel met een alcoholpercentage van 8,5%. Het is een professioneel gebrouwen bier met een subtiel kruidige smaak, complex hoparoma en een licht bittere afdronk. Deze versie van de Tripel won al verschillende prijzen en wordt door het International Taste Instituut omschreven als: gebrouwen met aandacht voor detail, een goeie balans van bitter en zoet, een romige textuur en een mooie combinatie van hop, mout- en gistsmaken.

### Voormalige bieren
Van 2009 tot 2013 bestonden 2 varianten Wieze Tripel:
- Wieze Tripel Blond was een goudkleurige tripel met een alcoholpercentage van 8%.[2]
- Wieze Tripel zoet Bruin was een donkerbruine tripel met een alcoholpercentage van 8%. Dit bier was licht gekaramelliseerd.

Naast deze tripels bestond ook nog Wieze Christmas Tripel Hop.

## Prijzen
- Op het Zythos Bier Festival 2011 won Wieze Tripel Blond de tweede plaats op de consumententrofee.[3]
- Op het Zythos Bier Festival 2012 won Wieze Tripel Blond de zesde plaats op de consumententrofee.
- In 2014 verwierf Wieze Tripel 2 sterren toegekend door The International Taste & Quality Institute. Het kreeg de Superior Taste Award van een jury van professionele chefs en sommeliers.[4]
- In 2014 won Wieze Tripel brons op de Australian International Beer Awards in de categorie "Best Belgian/French style ale Tripel".[5]